# Nemzetközi Atomenergia-ügynökség
A Nemzetközi Atomenergia-ügynökség (NAÜ vagy IAEA - International Atomic Energy Agency) célja a nukleáris energia békés felhasználása és a katonai felhasználás meggátlása. 1957. július 29-én, mint független szervezet jött létre. Székhelye Ausztriában, Bécsben van. 
Először még 1953-ban Dwight D. Eisenhower amerikai elnök beszélt egy olyan nemzetközi szervezet létrehozásáról, amely felügyeli és fejleszti az atomenergia felhasználását. Erről „Atom a békéért” című beszéde szólt, amit éppen az ENSZ hagyományos gyűlése előtt mondott el. A szervezet és igazgatója, Mohamed el-Baradei együttesen kapott Béke Nobel-díjat 2005. október 7-én.